# Philodromus chamisis
Philodromus chamisis là một loài nhện trong họ Philodromidae.
Loài này thuộc chi Philodromus. Philodromus chamisis được miêu tả năm 1965 bởi Schick.